# 約瑟夫·戈培爾

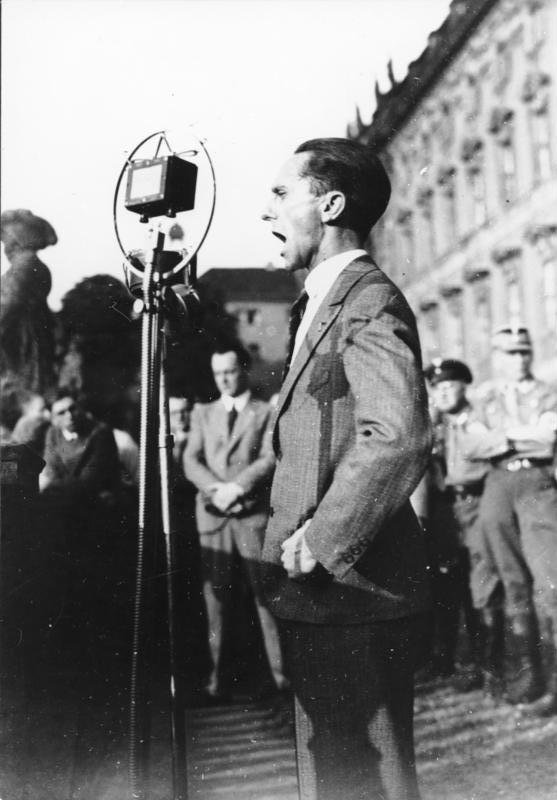
約瑟夫·戈培爾

保羅·約瑟夫·戈培爾（德語：[ˈpaʊ̯l ˈjoːzɛf ˈɡœbl̩s] ⓘ，1897年10月29日—1945年5月1日），德國政治人物。其担任納粹德國時期的国民教育与宣传部部长，擅讲演，被稱為「宣傳的天才」，以及在希特勒自杀后继任帝國總理而成为第三帝国末代總理。以鐵腕捍衛希特勒政權和維持納粹德國的體制。
戈培尔1921年于海德堡大学获得哲学博士学位，博士论文关于19世纪浪漫主义喜剧。他先后做过记者、银行出纳和证券交易所传唤员。他也撰写小说及喜剧，但不被出版商认同。1923年法国比利时联军占领鲁尔区期间，戈培尔与纳粹党开始接触并于次年入党，他被任命为在柏林地区的领导人。在位期间，他充分发挥了他的宣传技能，在纳粹报纸和纳粹准军事组织冲锋队的帮助下，与当地的社会主义和共产主义政党联合。1928年，他已成为了党内数一数二的人物。
1933年，希特勒及纳粹党执政后，他被任命为宣传部长。上任后第一件事即是将纳粹党所列禁书焚毁，他对德国媒体、艺术和訊息的极权控制随之开始。
戈培尔直至最后一刻始终陪伴在希特勒身边，在希特勒自杀不久后，戈培尔在毒杀自己的六个孩子后随即自杀。

## 生平

### 出身
戈培爾出生於德國西北部小城賴特（1975年因行政區域調整併入門興格拉德巴赫市）一個勞工階級的虔誠天主教家庭，因此戈培爾幼時的志願曾是當神父。由於自幼患有小兒麻痺，導致腳部的長短不一，也因此於第一次世界大戰期間判定免服兵役。

### 身為知識份子的自我意識
戈培爾自幼的學業成績很優秀，尤其在寫作與演說方面表現優異，靠著獎學金過著艱苦的生活同時在數個大學中學習文學、古典文獻學、歷史。這個時候的戈培爾的反猶太主義尚不濃厚。他在海德堡大學的弗里德里希·贡多尔夫教授和博士論文的指導教授马克斯·冯·瓦尔德贝格男爵都是猶太人。另外在他未來於納粹黨中取得其地位之前，曾和具有一半猶太血統的女子有著戀愛關係。
1921年在海德堡大學取得哲学博士學位，並且想要成為記者或是廣播局的職員但是卻一直處於失業狀態，想進入猶太系統的出版社也失敗，期間曾在科隆的報社短暫工作過但因為經濟不景氣而被解雇，戈培爾在失業後依舊瞞著家人每天裝成去上班的樣子。陷入了人生的低潮的戈培爾，卻對於自己的學歷的自負程度增加，他在簽名的時候必定前面冠上博士（Dr.）的頭銜，對於自己身為一個知識份子的自我意識變得更強大。

### 加入納粹黨
戈培爾在威瑪共和國時期開始與納粹黨有所接觸，並且於1924年8月21日於門興格拉德巴赫城設立「國家社會主義大德意志解放運動」的分部。這是阿道夫·希特勒領導納粹黨進行啤酒館政變之後被鎮壓後被打為違法團體後，為了掩人耳目而設立的偽裝團體。身為左派納粹的戈培爾所思考的事情，以公開信「my friends of the left」的方式率直地呈現出來，這也是所謂的「戈培爾日記」，其中主張應該要和共產主義者同盟。（戈培爾在1932年11月的時候在和柏林交通局罷工時獨斷決定納粹要和共產主義者共同奮鬥，因此暫時失去金融界的政治獻金，同時改選的議席也減少34席，因此被希特勒斥責）。
1924年10月1日開始擔任報紙「自由民族」的主筆，並開始攻擊猶太人出版者；1925年3月成為納粹黨北萊茵-威斯伐倫分部的黨員，在數場演說之後嶄露頭角。
但是1926年2月14日在漢堡舉行的幹部會議上，重視和現有勢力協調的戈培爾斥責希特勒為「投機主義份子」，並且提議要將之除名。了解戈培爾才能的希特勒，繼續對戈培爾溝通，最後於同年的四月獲得戈培爾的支持，被任命為柏林·布蘭登堡大管區的領導者。在被稱為「紅色柏林」的共產主義者基地的柏林，戈培爾發揮其煽動的能力，成功地讓本來以南部為根據地的納粹黨勢力進入了德國北部，這個時候的戈培爾對於共產主義者是抱持愛恨參半的態度。
1927年至1935年創辦「攻擊日報」（Der Angriff）並自兼發行人，對於其他新聞和雜誌以及政黨的言論戰白熱化。他的手法無非是反擊其他報紙的言論，還有以大級數的字體去辱罵其他報紙以動搖讀者們的感情。
1928年5月在全國選舉中初次當選國會議員（納粹黨獲得12席次），同年被任命為納粹黨的宣傳部長。在1930年9月14日的國會選舉中，戈培爾發揮長才一肩挑起領導納粹黨的宣傳戰總指揮，結果大躍進地獲得了107席次，成為全國第二大黨，得票數有640萬票佔投票總數的18%。接下來在1932年7月31日的國會選舉中，納粹黨一舉獲得230席次成為國會第一大黨（同年11月6日的國會選舉中保有最大黨的地位但是席次減為196席）。

### 國民啟蒙宣傳部長

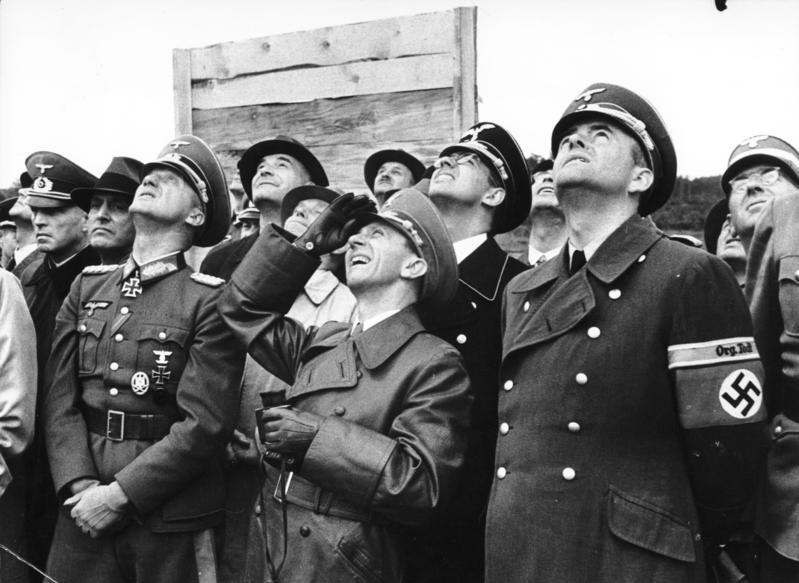
1943年8月戈培爾（中）和軍備部長施佩爾（戈培爾左側）在佩訥明德 觀察火箭試驗

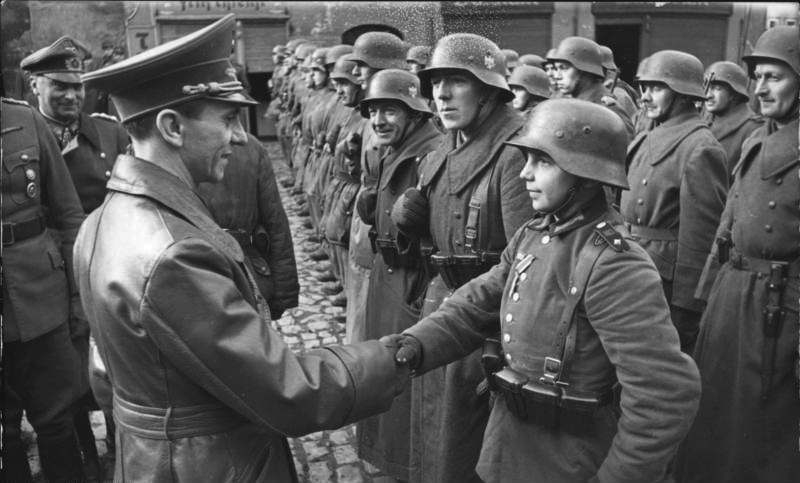
1945年3月9日：戈培爾授予16歲的希特勒青年團Willi Hübner鐵十字勳章以表彰他保衛 盧班

1933年1月30日希特勒掌權，同年3月5日的國會選舉納粹黨獲得43.5%的票數支持，並且與德國國家人民黨組成聯合政府，3月13日戈培爾由納粹黨宣傳部負責人身份出任新設立的「国民教育与宣传部」部長與「全國作家協會」主席，這時候希特勒交給戈培爾一個重要的政治任務─「反猶」。
在戈培爾的策劃下就任兩個月後，在柏林和幾個重要大學城進行焚書活動，將一些不屬於德意志的作家如佛洛伊德、馬克思等人的著作焚毀。並且推動抵制猶太商店、醫院、律師。同年4月7日再通過公職服務法（Berufsbeamtentum）規定非亞利安人種不得擔任公職，同時開始清掃各領域的猶太人。不過這項規定有困難之處，例如當時擔任弗萊堡大學的校長名哲人馬丁·海德格爾，奉命「清掃」猶太教授的時候發現這樣學校有立刻關門之虞，但是接下來的反猶行動依舊繼續進行。
戈培爾並且經由兼任新設立的全國文化院院長、在宣傳中不斷攻擊「頹廢藝術」、杯葛猶太藝術家，有系統剷除猶太人對德國文化生活的影響力，並且買下最大的電影公司UFA，終於將所有媒體和藝術表現編入國家控制之下。
第二次世界大戰中，戈培爾也成為重要的戰爭宣傳角色之一。不斷地對國民展開宣傳戰，並且在大戰末期德國處於劣勢的時候，為了對受到轟炸的都市展開救援，從未被徵兵的中年和少年男性中組織了國民防衛隊「人狼」（Werewolf），因而博得了相當的支持。在已經確定德國將要失敗的時候，希特勒鮮少進行演說，多由戈培爾代替其工作，以收音機廣播宣告國民對於聯軍要進行最後抵抗。在1945年4月蘇聯軍隊進逼柏林時，戈培爾也號召柏林市民捍衛首都。戈培爾最有名宣傳戰是史達林格勒戰役失敗之後，在柏林體育宮（Berlin Sportpalast）進行宣傳演講（史稱體育宮演講），鼓吹全力一戰。
根據他的日記記載，因為自己的宣傳部遭到轟炸受到相當的衝擊。另外他多次希望希特勒對於受到轟炸的柏林市民進行直接的鼓勵，但是都未受到採納。在1944年7月20日的暗殺希特勒行動時恰巧是納粹黨在柏林的唯一最高幹部，對鎮壓反叛者立下汗马功劳，因此同年7月25日被希特勒任命為總體戰全國領導者，對於內政各方面都有很大的發言權。1945年1月30日兼任柏林防衛總監。

### 帝國總理
1945年4月29日，希特勒在自殺前與愛娃·布勞恩結婚，戈培爾為證婚人之一，並且見證兩人自殺死去。4月30日依照希特勒的遺言繼任帝國總理，並且和蘇聯軍隊交涉投降條件，但是蘇聯要求無條件投降因此談判破裂。

### 战败自殺
1945年5月1日，把五個女兒和一個兒子用氰化鉀毒死，之後和瑪格塔夫人兩人一起自殺以身殉黨。此外亦有人稱（如特勞德爾·榮格）是由戈培爾開槍殺死其妻子後隨即自殺身亡。

## 家庭生活

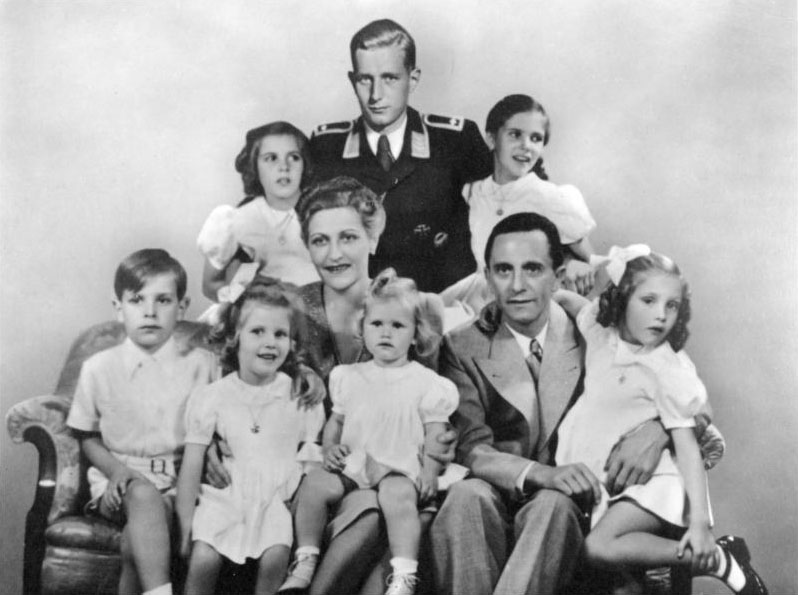
戈培爾夫婦與六名子女，以及克邦特与前夫的孩子哈拉尔德 (1944年)

1931年12月19日戈培爾和瑪格塔·克邦特結婚。瑪格塔是曾經離過婚的女人，並且和前夫間已有個名為哈拉爾德（Harald Quandt）的孩子。戈培爾接納了他並視為己出。哈拉爾德在二次大戰的時候從軍並且被俘，最後成為戈培爾家族中唯一倖存的人。哈拉爾德於1947年被盟軍釋放，並於1954年隨著其生父的逝世，接管了其遺產，並因此成為當時西德其中一位最富有的人。最後於1967年9月22日死於義大利庫內奧的一場空難。
戈培爾家是納粹黨的高官的集會修憩場所，戈培爾和瑪格塔夫人則一共有六個孩子，並被宣傳為模範的德國家庭，不過實際上戈培爾曾因對其他女性的奔放態度而讓婚姻陷入危機。
戈培爾有著自戀者特有的自信，同時在電影界的影響力不小使得不少女明星被迫和其發生關係。在1938年戈培爾和捷克的女明星莉妲·巴洛瓦（Lída Baarová）的關係，甚至演變成讓當時的元首希特勒親自介入，並命令戈培爾和妻子繼續婚姻生活的醜聞。
戰後，柏林郊外的戈培爾宅邸被蘇聯軍隊接收，之後變成東德政府的集會設施。但是在1989年時柏林圍牆倒塌後東德瓦解後他的宅邸轉由柏林市政府管轄。擔心變成新納粹的聖地，於是關閉該宅邸並且進行管理，但是因為財政惡化最後決定進行拍賣。

## 其他
- 熱愛電影的戈培爾是《尼伯龍根之歌》和蒙太奇手法的第一部作品《波坦金戰艦》的愛好者。但是兩部戲的導演弗里茨·朗和謝爾蓋·愛森斯坦都是猶太人。戈培爾委託將希特勒喜歡的故事「威廉·泰爾」拍攝成電影，但是弗里茨·朗旋及流亡到法國。謝爾蓋·愛森斯坦則對戈培爾觀看戰艦波將金號後說出“我們也非得製作出我們的戰艦波將金號不可”這知名發言感到憤怒。
- 戈培爾經常在後世的電影中登場。後世有不少部電影曾經提到戈培爾，例如2004年由奧立佛希斯貝傑（Oliver Hirschbiegel）拍攝的《帝國毀滅》（德語：Der Untergang）中由德國的演員乌尔里希·马特斯（Ulrich Matthes）演出受到好評。另外像是1973年英國及義大利共同拍攝的《希特勒：最後的十日》（The Last Ten Days）、1949年蘇聯拍攝的《攻克柏林》（Падение Берлина）、2008年德國拍攝的《行動代號：華爾奇麗雅》（英語：Valkyrie）、2009年《惡棍特工》（Inglourious Basterds）等作品都有戈培爾登場。